# 卡斯泰盧鄉

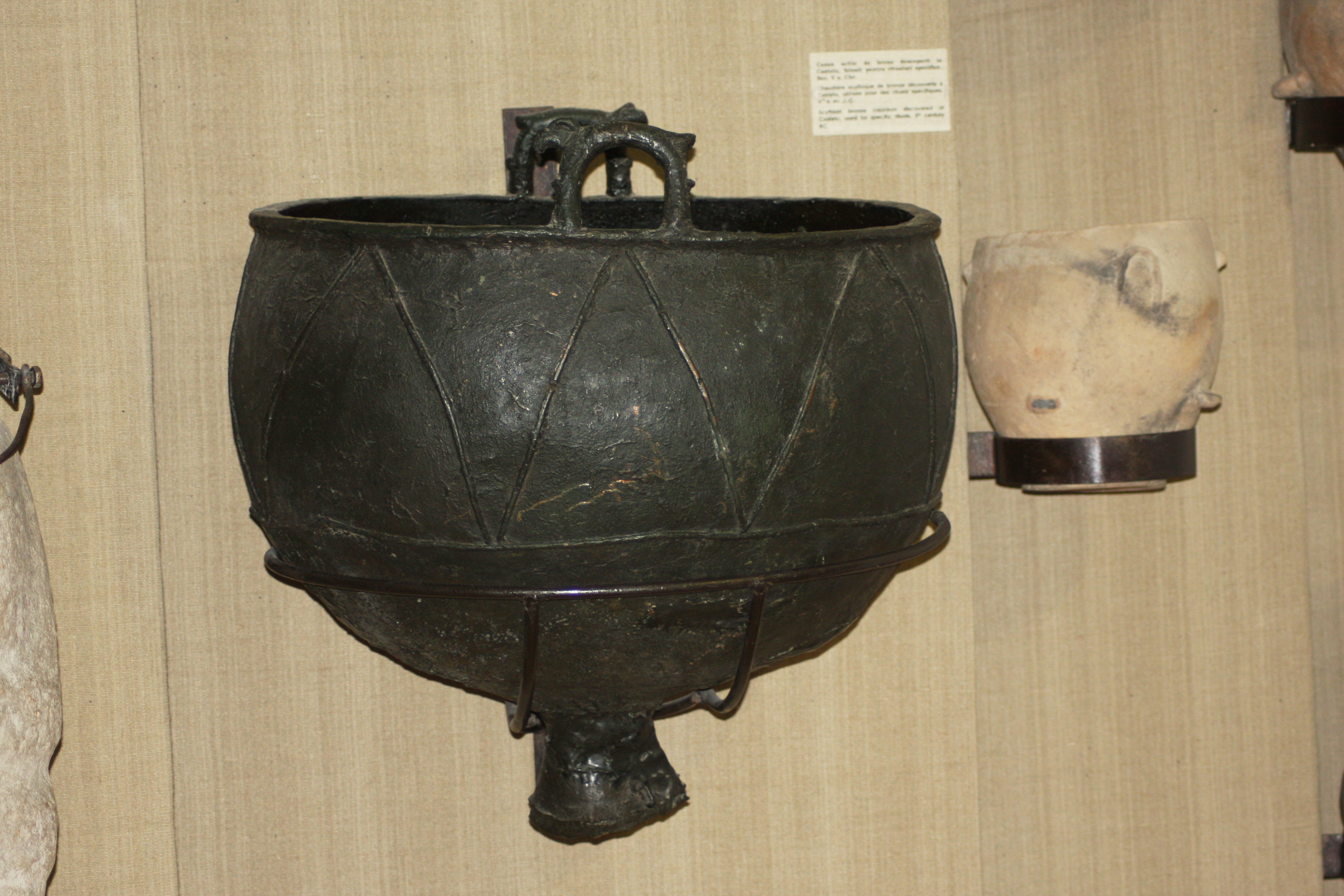

44°15′0″N 28°20′0″E / 44.25000°N 28.33333°E
卡斯泰盧鄉（羅馬尼亞語：Comuna Castelu, Constanța），是羅馬尼亞的鄉份，位於該國西南部，由康斯坦察縣負責管轄，面積62平方公里，海拔高度47米，2007年人口4,953，人口密度每平方公里80人。